# Zompmaskerbij
De zompmaskerbij (Hylaeus gredleri) is een vliesvleugelig insect uit de familie Colletidae. De wetenschappelijke naam van de soort is voor het eerst geldig gepubliceerd in 1871 door Förster.